# Église Saint-Maur-Abbé d'Oristano
L’église Saint-Maur-Abbé est un édifice religieux catholique situé à Oristano (Sardaigne), en Italie.

## Histoire
L’abside d’une ancienne église byzantine à cet endroit est découverte par les archéologues lors d’une restauration. L’édifice actuel remonterait, quant à lui, aux XVIe – XVIIe siècle, une déduction permise grâce à l’analyse de tentures murales. L’une des façades latérales visibles est d’un style néoclassique tardif, tandis que celle côté nord remonte à 1878.